# FK Młynów
FK Młynów (ukr. Футбольний клуб «Млинів», Futbolnyj Kłub "Młyniw") – ukraiński klub piłkarski z siedzibą w Młynowie, w obwodzie rówieńskim.

## Historia
Chronologia nazw:
- 194?: Ikwa Młynów (ukr. ФК «Іква» Млинів)
- 2009: MłynKow Młynów (ukr. ФК «МлинКов» Млинів)
- 2010: klub rozwiązano
- 2015: FK Młynów (ukr. ФК «Млинів»)

Drużyna piłkarska Ikwa została założona w miejscowości Młynów po II wojnie światowej.
Występowała w rozgrywkach mistrzostw i Pucharu obwodu rówieńskiego.
W sezonach 2002 i 2003 klub brał udział w rozgrywkach Mistrzostw Ukrainy spośród drużyn amatorskich.
W 2003 klub zgłosił się do rozgrywek w Drugiej Lidze. W pierwszym sezonie 2003/04 zajął przedostatnie, 15. miejsce w swojej grupie i został pozbawiony statusu klubu profesjonalnego.
Potem zespół występował w rozgrywkach mistrzostw i Pucharu obwodu rówieńskiego.
W 2009 klub zmienił nazwę na MłynKow Młynów, ale po roku został rozwiązany.
W 2015 klub został reaktywowano jako FK  Młynów.

## Sukcesy
- 15. miejsce w Drugiej Lidze, grupie A:

2003/04